# Yên Cường, Tuyên Quang
Yên Cường là một xã thuộc tỉnh Tuyên Quang, Việt Nam. Yên Cường là xã vùng sâu, vùng xa với 17 thôn và 1.335 hộ, bằng 7.284  nhân khẩu, xã có 10 dân tộc, trong đó: Dân tộc Dao chiếm 38%; Dân tộc Mông chiếm 35%; Dân tộc Tày chiếm 22%; Dân tộc khác chiếm 5% (trong đó có 01 dân tộc rất ít người Pu Péo).

## Địa lý
Xã Yên Cường có vị trí địa lý:
- Phía đông giáp các xã Phú Nam, Đường Âm, Đường Hồng
- Phía tây giáp xã Thượng Tân
- Phía nam giáp tỉnh Tuyên Quang và các xã Đường Hồng, Phiêng Luông
- Phía bắc giáp thị trấn Yên Phú và xã Phú Nam.

Xã Yên Cường có tổng diện tích đất tự nhiên là 9.087.83 ha, trong đó đất rừng là: 5.642.86 ha (Rừng sản xuất: 3.681.49 ha, đất rừng phòng hộ: 1.961.37 ha) đất chưa có rừng và chưa sử dụng là: 1.328,5 ha, diện tích còn lại là đất khác.

## Chính trị - Hành chính
Xã Yên Cường được chia thành 17 thôn: Bản Khun, Bản Nghè, Bản Trà, Bản Trung, Bản Túm, Cốt Phát, Đồn Điền, Cao Sơn, Nà Lang, Nà Nghè, Nà Khảo, Nà Lỳ, Nà Chảo, Tả Lùng, Tùng Hản, Tiến Xuân, Ký Thì
- Đồng chí Hoàng Văn Mười - Huyện ủy viên, Bí thư Đảng ủy
- Đồng chí Lý Xuân Đồn - Phó bí thư thường trực Đảng ủy, Chủ tịch HĐND xã
- Đồng chí Nguyễn Hữu Cường - Phó bí thư Đảng ủy, Chủ tịch UBND xã

## Lịch sử
Trước đây, Yên Cường là một xã thuộc huyện Vị Xuyên.
Ngày 18 tháng 11 năm 1983, Hội đồng Bộ trưởng ban hành Quyết định số 136-HĐBT về việc thành lập huyện Bắc Mê trên cơ sở tách xã Yên Cường của huyện Vị Xuyên.
Ngày 13 tháng 2 năm 1987, Hội đồng Bộ trưởng ban hành Quyết định 28-HĐBT về việc chia xã Yên Cường thành hai xã là xã Yên Cường và xã Phiêng Luông. Xã Yên Cường có 9.198 hécta đất với 3.074 nhân khẩu.

## Cảnh quan du lịch
Xã Yên Cường có 03 di tích lịch sử cấp quốc gia: Căng Bắc Mê (nhà tù của thực dân Pháp), Hang Đán Cúm, Nà Chảo (hang người tiền sử từng ở